# Fredsbron, Tbilisi

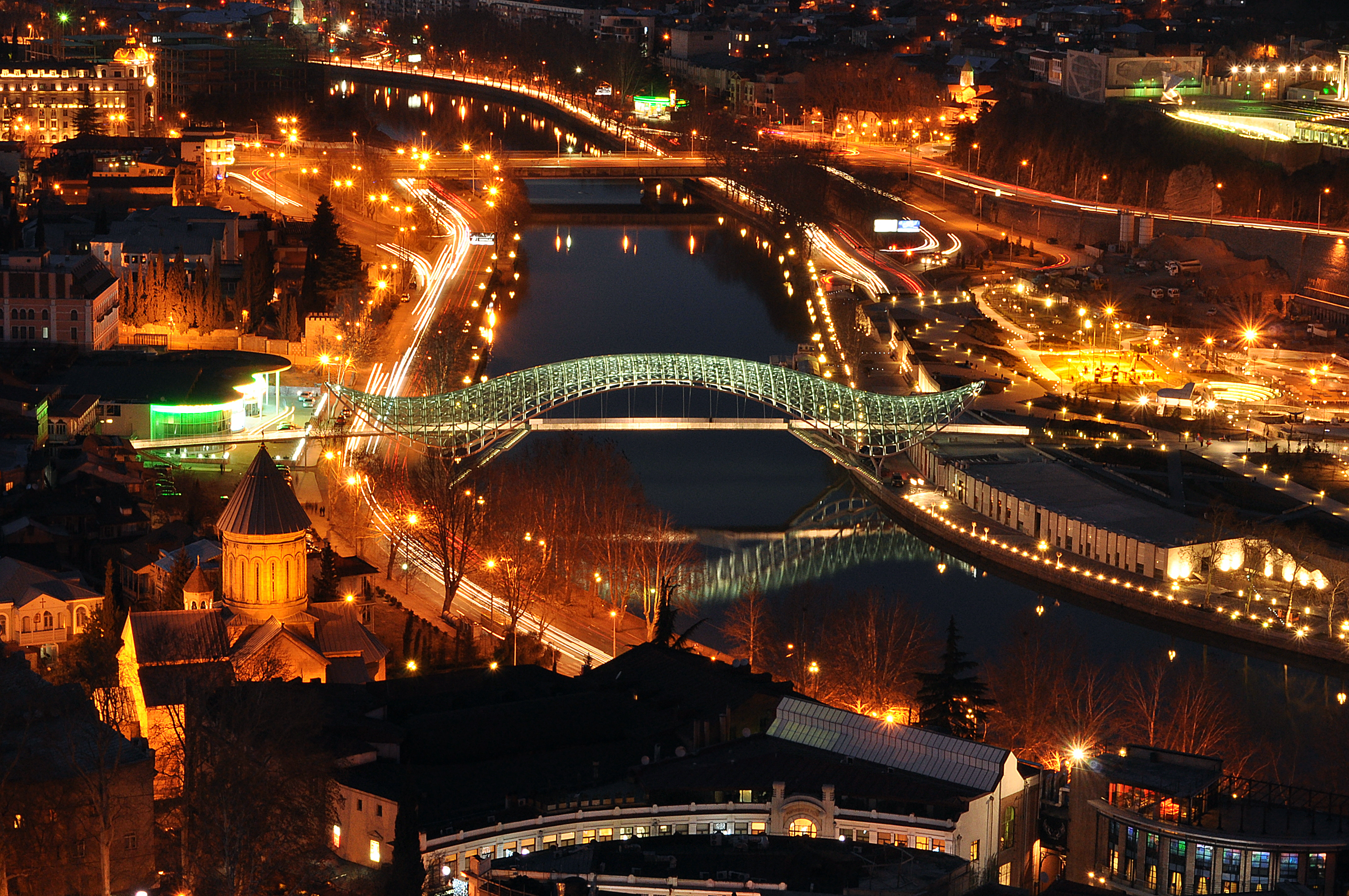
Fredsbron över floden Kura.

Fredsbron (georgiska: მშვიდობის ხიდი, Msjvidobis chidi) är en gångbro över floden Kura, belägen i Georgiens huvudstad Tbilisi. Bron upprättades efter initiativ från presidenten Micheil Saakasjvili, och invigdes officiellt den 6 maj 2010.
Brons arkitekt är italienaren Michele De Lucchi, som även står bakom projekt som Avlabaripalatset, presidentens kupolbelagda bostad.